# العلاقات الإريترية الروسية
العلاقات الإريترية الروسية هي العلاقات الثنائية التي تجمع بين إريتريا وروسيا.

## مقارنة بين البلدين
هذه مقارنة عامة ومرجعية للدولتين:
| وجه المقارنة                                              | إريتريا                                      | روسيا                                   |
| --------------------------------------------------------- | -------------------------------------------- | --------------------------------------- |
| المساحة (كم2)                                             | 117.60 ألف                                   | 17.08 مليون                             |
| عدد السكان (نسمة)                                         | 6.33 مليون                                   | 146.80 مليون                            |
| الكثافة السكانية (ن./كم²)                                 | 53.83                                        | 8.59                                    |
| العاصمة                                                   | أسمرة                                        | موسكو                                   |
| اللغة الرسمية                                             | اللغة التغرينية، اللغة العربية، لغة إنجليزية | اللغة الروسية                           |
| العملة                                                    | ناكفا                                        | روبل روسي                               |
| الناتج المحلي الإجمالي (بليون دولار)                      | 2.61 مليار                                   | 1.58 تريليون                            |
| الناتج المحلي الإجمالي (تعادل القوة الشرائية) بليون دولار |                                              | 3.69 تريليون                            |
| الناتج المحلي الإجمالي الاسمي للفرد دولار أمريكي          |                                              | 9.09 ألف                                |
| الناتج المحلي الإجمالي للفرد دولار أمريكي                 |                                              |                                         |
| مؤشر التنمية البشرية                                      | 0.391                                        | 0.798                                   |
| رمز المكالمات الدولي                                      | +291                                         | +7                                      |
| رمز الإنترنت                                              | .er                                          | .ru، .рф، .рус ‏، .su                    |
| المنطقة الزمنية                                           | ت ع م+03:00                                  | Magadan Time ‏، ت ع م+02:00، ت ع م+12:00 |

## منظمات دولية مشتركة
يشترك البلدان في عضوية مجموعة من المنظمات الدولية، منها:
| علم المنظمة | اسم المنظمة                        | تاريخ انضمام إريتريا | تاريخ انضمام روسيا |
| ----------- | ---------------------------------- | -------------------- | ------------------ |
|             | مؤسسة التمويل الدولية              | 11 أكتوبر 1995       | 12 أبريل 1993      |
|             | منظمة حظر الأسلحة الكيميائية       | ?                    | ?                  |
|             | يونسكو                             | 2 سبتمبر 1993        | 21 أبريل 1954      |
|             | الاتحاد الدولي للاتصالات           | 6 أغسطس 1993         | 1866               |
|             | الأمم المتحدة                      | 28 مايو 1993         | 24 أكتوبر 1945     |
|             | منظمة الشرطة الجنائية الدولية      | ?                    | 27 سبتمبر 1990     |
|             | البنك الدولي للإنشاء والتعمير      | 6 يوليو 1994         | 16 يونيو 1992      |
|             | الاتحاد البريدي العالمي            | ?                    | ?                  |
|             | مؤسسة التنمية الدولية              | 6 يوليو 1994         | 16 يونيو 1992      |
|             | وكالة ضمان الاستثمار متعدد الأطراف | 10 سبتمبر 1996       | 29 ديسمبر 1992     |

## وصلات خارجية
- موقع وزارة الخارجية الروسية